# سیرمپا
سیرمپا (به انگلیسی: Sirmpa) (به یونانی: Σίρμπα) یک رقص محلی یونانی به عنوان هاساپوسرویکو (Hasaposerviko) از لروس است. این رقص در قرون وسطی به عنوان یک تقلید جنگی با شمشیر توسط صنف سلاخان یونانی که آن را از ارتش دوران بیزانس اقتباس کرده بودند، آغاز شد.
میزان آن ۲/۴ است و این مشابه لحن آهنگ‌های رقص فولکلوری به نام هوپاک در اوکراین است.